# 日本橋富澤町
日本橋富澤町（日语：／ Nihonbashi-tomizawachō */?）是東京都中央區的地名，屬舊日本橋區。

## 歷史
江戶時代，原為盜賊的鳶澤甚內協助幕府追捕盜賊，並在此地經營古着店，因此稱為「鳶澤町」，後來誤傳而變成「富澤町」。
合併日本橋浪花町後，形成現在的日本橋富澤町。

### 地名由來
原為鳶澤甚內居住地而稱「鳶澤町」，後演變為「富澤町」。

### 舊町名
- 日本橋浪花町
- 日本橋富澤町（舊）

## 地域
公園
- 久松兒童公園

所轄警察署、消防署
- 久松警察署（所在地：日本橋久松町）
- 日本橋消防署（所在地：日本橋兜町）

## 備註
1. ↑  町丁目別世帯数男女別人口　中央区ホームページ  平成25年8月1日現在 的存檔，存档日期2013-03-12.
2. ↑  日本橋小舟町地区　中央区ホームページ 的存檔，存档日期2013-03-12.

## 外部連結
- 富澤町［人形町、濱町地區］- 中央區觀光協會